# Verbuschung
Verbuschung (auch Vergandung, Verblackung, Verstrauchung, Verwaldung) wird die Ausbreitung von Sträuchern und Bäumen in potenziell waldfähigen Offenlandbiotopen (etwa anthropogen entstandene Wiesen, Heiden, Almen und Magerrasen, aber auch in natürlichen Mooren und Savannen) genannt. Im Alpenraum spricht man auch von der Vergandung. Verbuschung ist je nach Klima die Vorstufe zur Verwaldung. In stacheligen Gebüschen können sich junge Bäume, geschützt vor Verbiss, gut entwickeln. Verbuschung und Verwaldung sind dann eine Form der Sukzession. Verbuschung kann aber auch eine Form der Landdegradation als Folge von Landnutzung und Klimawandel darstellen.

## Arten der Verbuschung

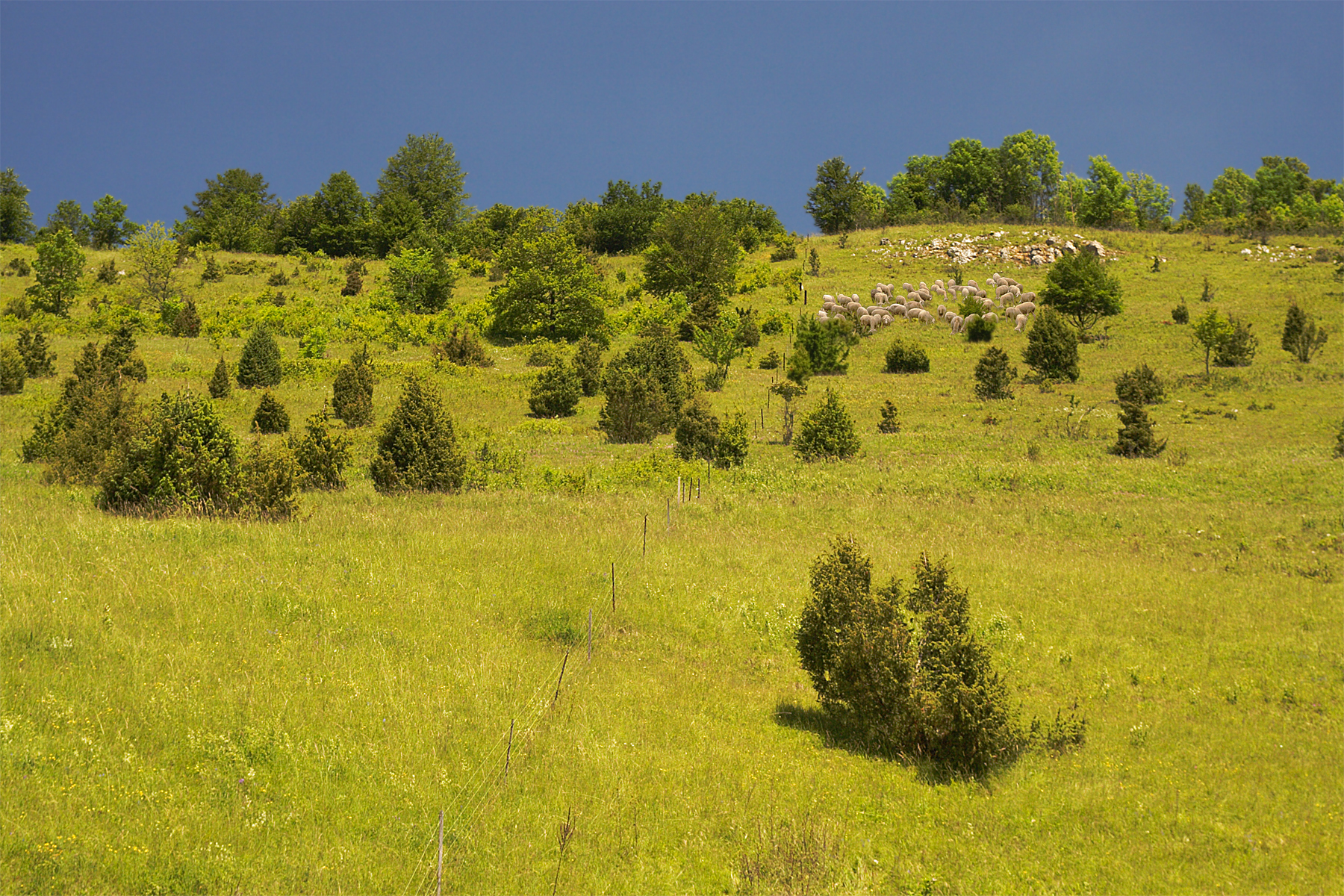
Verbuschung in der Wacholderheide, Schwäbische Alb

### Verwaldung
In Gebieten, die ursprünglich bewaldet waren (z. B. in Mitteleuropa), bedarf die Wiese oder Alm als Teil der Kulturlandschaft der menschlichen Pflege. Endet die Bewirtschaftung bei Sozialbrachen oder auf Grenzstandorten und hört die Nutzung auf, entsteht eine Brache. Durch die Verbuschung entstehen zuerst Gebüschformationen, dann Wald. Die in Mitteleuropa einst heimischen großen Pflanzenfresser, wie Wisent, Auerochse, Rothirsch und Wildpferd konnten diesem Prozess entgegenwirken und schufen nach der Megaherbivorenhypothese möglicherweise große Offenlandschaften im potenziellen Laubwaldgebiet.
Durch den Strukturwandel in der alpenländischen Landwirtschaft kommt es häufig dazu, dass Almen nicht mehr gepflegt und aufgegeben werden. Die Folge davon ist auch hier eine deutlich beobachtbare Verbuschung (auch Vergandung). Der Arbeitsschritt, der die Alpen vor der Verbuschung bewahren soll, ist das Schwenden. Die Auswirkung der Verbuschung auf die Artenvielfalt ist abhängig von den sich ausbreitenden Pflanzenarten. Am weitesten verbreitet ist die Ausbreitung der Grün-Erle, deren Ausbreitung mit einem signifikanten Rückgang der Artenvielfalt und Beta-Diversität in Verbindung steht.
Auch andere Kulturlandschaften verbuschten, wenn sie nicht mehr gepflegt beziehungsweise genutzt wurden. So wurden viele Steillagen der ostdeutschen Weinbaugebiete Saale-Unstrut und Sachsen nach der Reblauskatastrophe Ende des 19. Jahrhunderts (siehe auch Reblauskatastrophe in der Lößnitz) sich selbst überlassen. Über den Weg der Verbuschung und Bewaldung hatten sich vielerorts Waldflächen entwickelt, die erst nach der Wende wieder aufgerebt wurden.

### Savannenverbuschung

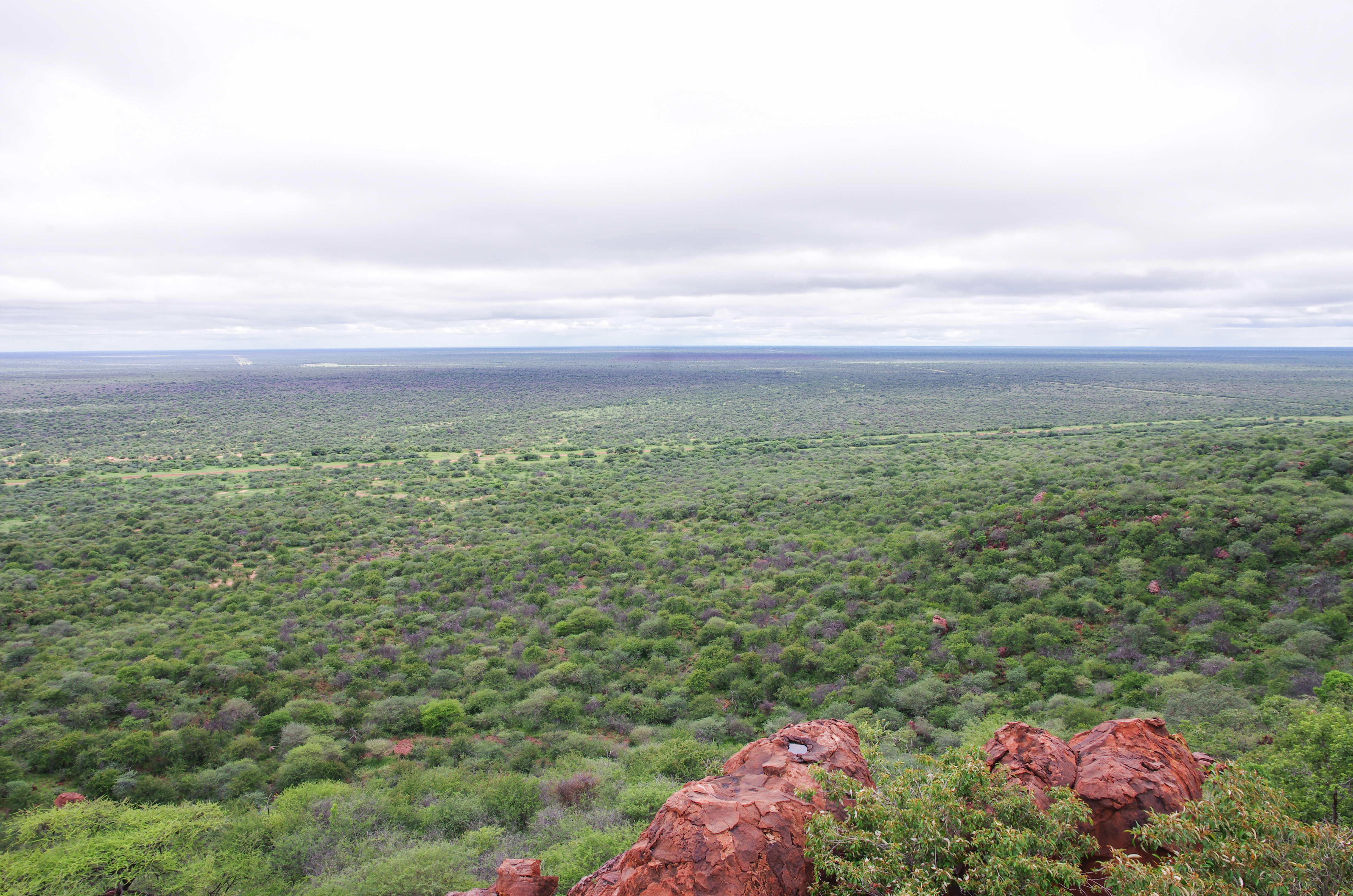
Verbuschung am Waterberg, Namibia

Die Verbuschung in Savannengebieten ist ein globaler Prozess, der einen Übergang von vormals grasdominierten Ökosystemen mit vereinzelten Büschen zu buschdominierten Systemen mit stark reduzierter Grasbedeckung und größeren Flächen offenen Bodens darstellt. Als früheste Beschreibung der Verbuschung von Savannengebieten gilt ein Text von Heinrich Walter aus dem Jahr 1954. Modellierungen zeigen auf, dass große Teile der afrikanischen Savanne bis zum Jahr 2100 zu Wäldern werden können.
Ähnlich wie Heiden in Mitteleuropa liegen die meisten Savannen grundsätzlich in waldfähigen Klimaten: Feuchtsavannen bilden das Pendant zu saisonalen Regenwäldern und Trockensavannen zu tropischen Trockenwäldern. Die Entstehung der ökologisch widersprüchlichen Baum-Gras–Pflanzengesellschaften wird entweder auf regelmäßige Buschbrände (Feuerklimax) oder auf Überweidung durch große Tierherden zurückgeführt. In beiden Fällen spielt der Mensch häufig seit der Vorgeschichte eine initiale Rolle.
Die Faktoren, die heute zu einem erneuten Vegetationswechsel führen, sind vielschichtig und wurden in den vergangenen Jahrzehnten in Fachkreisen viel diskutiert: Dazu gehört etwa die Vermeidung von natürlichen Buschfeuern, der Ausschluss von Blattfressern sowie klimatische Faktoren, wie die globale Erhöhung von atmosphärischem Kohlendioxid, welche das Wachstum von Büschen mit einem C3-Stoffwechsel, gegenüber Gräsern, mit einem C4-Stoffwechsel begünstigt. Viele dieser Faktoren verstärken sich gegenseitig oder führen darüber hinaus zu weitreichenden Rückkopplungsprozessen, welche innerhalb des Ökosystems zu weiterer Landdegradation – zum Beispiel durch erhöhte Wind- und Wassererosion – führen kann.

## Globales Ausmaß

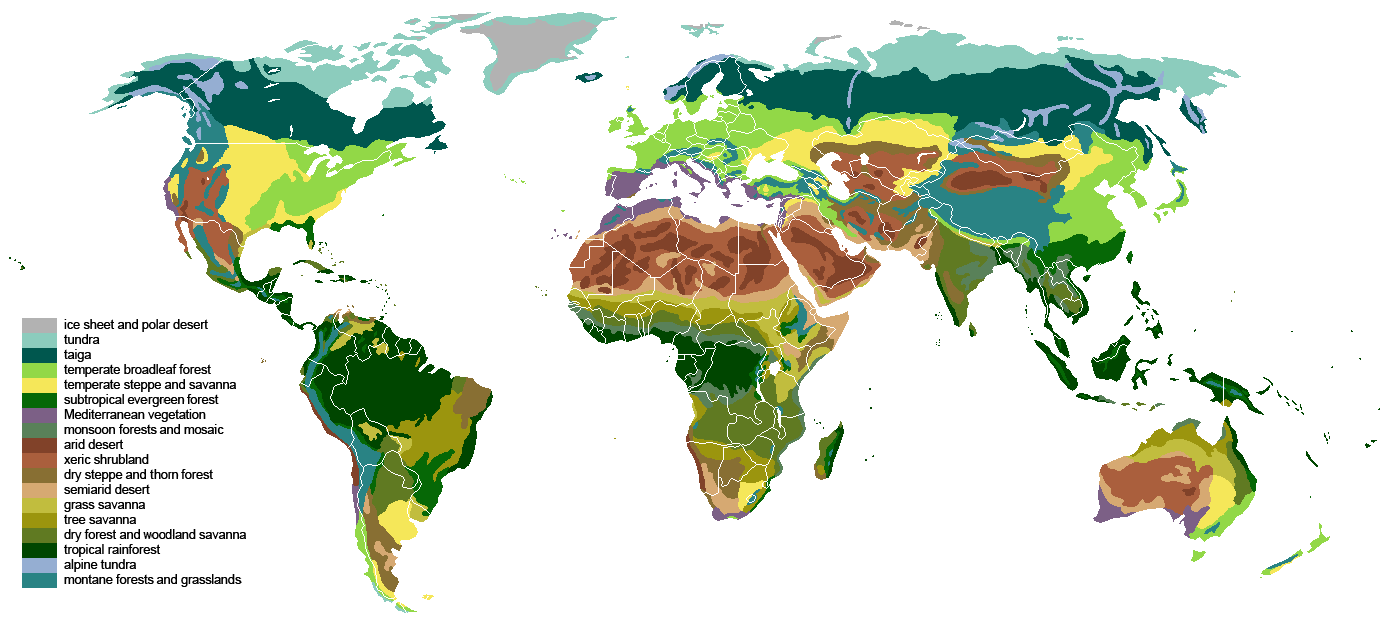
Darstellung der terrestrischen Biome

Die UNCCD identifiziert die Verbuschung als einen wesentlichen Faktor für den weltweiten Verlust von Weideland. Verbuschung tritt auf allen Kontinenten auf und betrifft eine geschätzte Gesamtfläche von 500 Millionen Hektar (5 Millionen Quadratkilometer). Ihre Ursachen, ihr Ausmaß und die Maßnahmen zu ihrer Eindämmung sind stark kontextabhängig. Zu den von Verbuschung betroffenen Ökosystemen zählen geschlossene Buschlandschaften, offene Buschlandschaften, bewaldete Savannen, Savannen und Grasländer. Verbuschung tritt nicht nur in tropischen und subtropischen Klimazonen auf, sondern auch in gemäßigten Regionen. In den eurasischen Steppen erfolgt Verbuschung mit einer Rate von 1 Prozent pro Jahrzehnt, in Nordamerika mit 10–20 Prozent, in Südamerika mit 8 Prozent, in Afrika mit 2,4 Prozent und in Australien mit 1 Prozent. In den europäischen Alpen liegen die dokumentierten Ausbreitungsraten zwischen 0,6 Prozent und 16 Prozent pro Jahr.

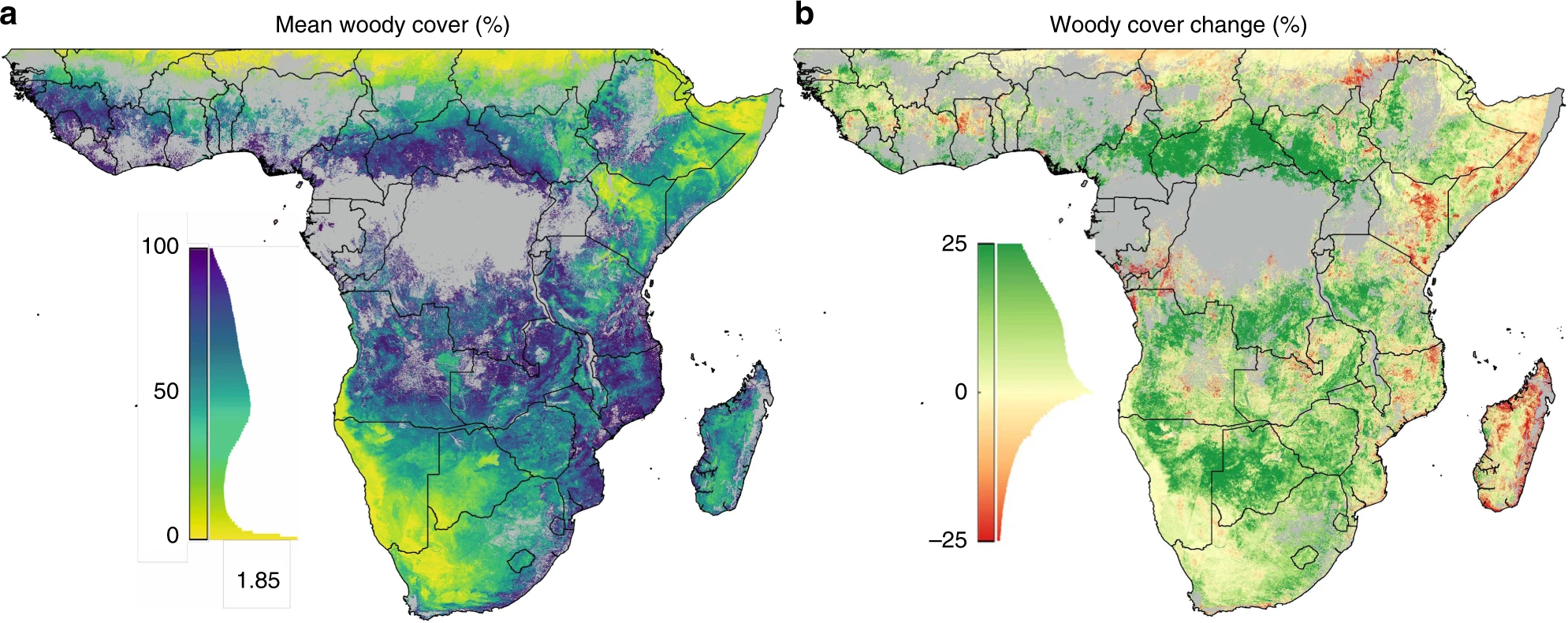
Dynamik der Gehölzbedeckung in Subsahara-Afrika 1986–2016

In Subsahara-Afrika hat die Gehölzbedeckung in den vergangenen drei Jahrzehnten um 8 % zugenommen, hauptsächlich durch Verbuschung. Insgesamt verzeichneten 750 Millionen Hektar nicht bewaldeter Biome einen erheblichen Nettozuwachs an Gehölzvegetation – mehr als das Dreifache der Fläche, die einen Nettoverlust an Gehölzbewuchs verzeichnete. Auf rund 249 Millionen Hektar afrikanischer Weidefläche wurde der langfristige Klimawandel als Haupttreiber der Vegetationsveränderungen identifiziert. In ganz Afrika befinden sich 29 Prozent aller Bäume außerhalb klassifizierter Wälder. In einigen Ländern, wie Namibia und Botswana, liegt dieser Prozentsatz bei über 80 Prozent, was wahrscheinlich mit Verbuschung zusammenhängt. Im südlichen Afrika wurde Verbuschung als Hauptfaktor für das „Greening“, also den durch Fernerkundung erfassten Anstieg der Vegetationsbedeckung, identifiziert. Der zukünftige Trend der Biom-Veränderung durch Verbuschung in Afrika ist jedoch mit großer Unsicherheit behaftet.
In Südeuropa sind zwischen 1950 und 2010 schätzungsweise 8 Prozent der Landfläche von Weideland zu Gehölzvegetation übergegangen.
In der Eurasischen Steppe, dem größten Grasland der Welt, wurde eine durch den Klimawandel begünstigte Verbuschung von etwa 1 Prozent pro Jahrzehnt festgestellt.
In der arktischen Tundra hat die Bedeckung durch Sträucher in den vergangenen 50 Jahren um 20 Prozent zugenommen. Im gleichen Zeitraum stieg die Bedeckung durch Sträucher und Bäume in den Savannen Lateinamerikas, Afrikas und Australiens um 30 Prozent.

## Auswirkungen
Die Verbuschung kann negative Folgen für betroffene Ökosystem nach sich ziehen. Dazu gehören ein verringerter Grundwassereintrag, verringerte landwirtschaftliche Produktivität (insbesondere in der Weidewirtschaft aufgrund des verringerten Grasaufkommens) und eine Reduktion der Biodiversität.

### Fauna
Wissenschaftliche Untersuchungen zeigen, dass in Savannen unter anderem Nagetiere, Reptilien, Raubtiere und Gliederfüßer negativ von der hohen Buschbedeckung betroffen sein können, dieser Effekt aber sehr kontextabhängig ist.
Ein zunehmender Gehölzanteil zulasten von Schilf bedroht röhrichtbrütende Singvögel.

## Maßnahmen der Landschaftspflege
Wiesen und Heideflächen sind aufgrund ihrer Artenvielfalt und zur Erhaltung der traditionellen Kulturlandschaft oft schutzwürdig. Der Verbuschung wird darum durch Entkusselung oder Beweidung entgegengewirkt. In Beweidungsprojekten werden Schafe, Ziegen, Heckrinder und Pferde saisonal oder ganzjährig eingesetzt, um größere Flächen offen zu halten.
In der Schweiz müssen landwirtschaftlich genutzte Flächen von sogenannten Problempflanzen freigehalten werden. Bei nicht sachgerechter Sanierung können Flächen von der landwirtschaftlichen Nutzung ausgeschlossen werden.